# Piedra Rúnica de Nasta
La Piedra Rúnica de Nasta, catalogada como Nä 34 en el registro Rundata, es una piedra rúnica conmemorativa de la Era Vikinga ubicada en Nasta, a 3 kilómetros al noroeste de Glanshammar, en el condado de Örebro, Suecia, que en antiguamente pertenecía a la provincia de Nericia o Närke.

## Descripción
La inscripción en la piedra Nä 34 consiste en un texto rúnico en futhark joven grabado dentro de una banda de texto que se arquea alrededor del borde de la piedra, acompañado de una representación de una bestia, una serpiente entrelazada y una máscara facial. La inscripción en esta piedra de granito, que mide 2,25 metros de altura, ha sido clasificada posiblemente en el estilo de piedra rúnica Pr3, también conocido como estilo Urnes. Esta clasificación se aplica a bandas rúnicas con cabezas de bestias o serpientes mostradas de perfil, con ojos en forma de almendra. La duda en cuanto a la clasificación correcta de la Nä 34 radica en que la banda de texto rúnico no tiene cabezas de bestias o serpientes unidas a ella, aunque las figuras de la serpiente y la bestia que aparecen tienen algunas características típicas del estilo Urnes.
La máscara facial en esta piedra, situada justo debajo del arco de la banda de texto, es un motivo común y se encuentra en varias otras piedras rúnicas escandinavas, como la DR 62 en Sjelle, DR 66 en Århus, DR 81 en Skjern, DR 258 en Bösarp, la ahora desaparecida DR 286 en Hunnestad, DR 314 en Lund, DR 335 en Västra Strö, Vg 106 en Lassegården, Sö 86 en Åby ägor, Sö 112 en Kolunda, Sö 167 en Landshammar, Sö 367 en Släbro, U 508 en Gillberga, U 670 en Rölunda, U 678 en Skokloster, U 824 en Holms, U 1034 en Tensta, U 1150 en Björklinge, y en la piedra de Sjellebro. 
La piedra fue documentada sobre un montón de rocas durante el primer estudio de piedras rúnicas suecas llevado a cabo en el siglo XVII por Johannes Bureus. Al estar cerca de una carretera principal, la piedra fue erigida en 1672 por Johan Hadorph con motivo de la Eriksgata del rey Carlos XI de Suecia. Se sabe que en el siglo XVIII los habitantes locales a veces mordían la piedra como remedio contra el dolor de muelas, y dejaban alfileres o clavos como ofrendas para obtener buenas cosechas. En 1952, la piedra fue trasladada seis metros, del lado sur al lado norte del camino.
El texto rúnico indica que la piedra fue erigida como monumento conmemorativo por una mujer llamada Þórheiðr en honor a su hijo Lyðbjôrn, quien es descrito en nórdico antiguo como nytan, una palabra rara que se traduce como «capaz», aunque también podría significar «alegre y brillante». El texto está muy desgastado y fue dañado en parte en la década de 1840 cuando un agricultor intentó «mejorar» la inscripción.
La piedra es conocida localmente como Nastastenen, o bien, como Rinkabystenen, ya que es la única piedra rúnica en la parroquia de Rinkaby.

## Inscripción

### Transliteraciónde las runas acaracteres latinos
: þureiþ : lit : raisa : stein : eftir : lyþbyurn : sun sin : nutan :

### Transcripción alnórdico antiguo
Þorhæiðr let ræisa stæin æftiʀ Lyðbiorn, sun sinn nytan.

### Traducción alespañol
Þórheiðr mandó erigir la piedra en memoria de Lyðbjôrn, su hijo capaz.